# Turismo na Bahia

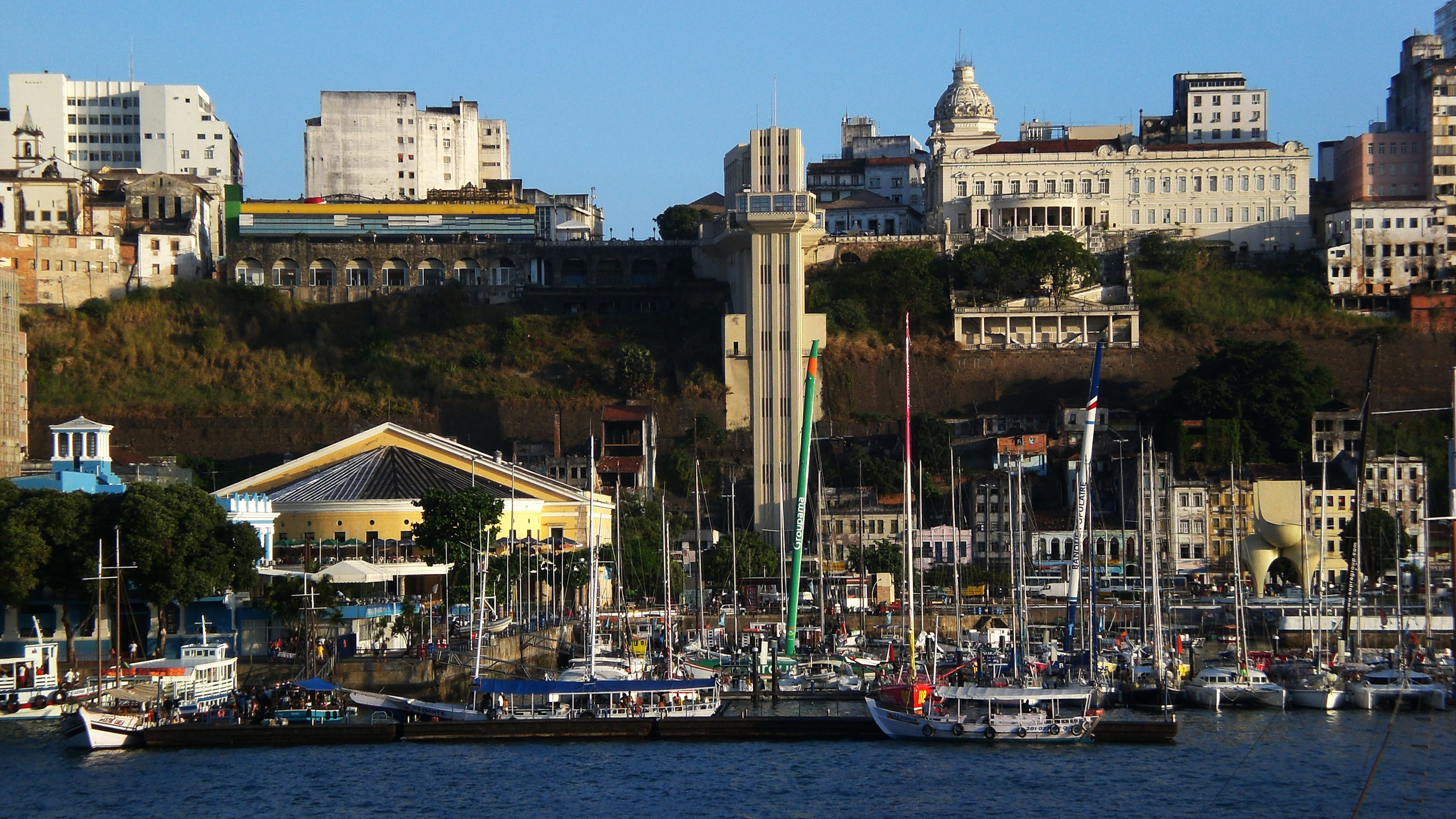
Salvador, capital do estado.

O turismo na Bahia destaca-se pelo estado ser um dos principais polos turísticos do país. Suas praias do vasto litoral, os sítios históricos coloniais, as belezas naturais e a rica cultura constituem constante atrativo para os visitantes de todas as partes do mundo.
A Bahia é o estado com o maior  litoral do Brasil, num total de 932 quilômetros, correspondente a 12,4% do total. A capital do estado, Salvador, destaca-se pelo carnaval local, que atrai cerca de 2,7 milhões foliões em seis dias de festa. Dentre os pontos turísticos, é marcante a Baía de Todos os Santos, o Farol da Barra, localizado na praia da Barra, o Elevador Lacerda e o Pelourinho. No litoral baiano, encontra-se o distrito da Costa do Sauípe, maior complexo turístico do Brasil, projetado desde o seu princípio visando o turismo e preenchida quase em sua totalidade por hotéis e resorts. O Arquipélago dos Abrolhos se destaca por possuir uma excelente área para mergulho autônomo e livre além de atrações como a temporada das baleias jubarte, que se inicia no mês de julho. Há ainda muitos outros locais litorâneos procurados pelos turistas: Praia do Forte, Guarajuba, Itacimirim, Prado, Itacaré, Santa Cruz Cabrália, Camamu, Ituberá, Alcobaça, Morro de São Paulo, ilha de Itaparica, entre outros.
Na região metropolitana de Salvador destaca-se a Baía de Aratu, uma imensa enseada que abriga o Porto de Aratu, um estaleiro, além das duas das dez mais luxuosas marinas da América Latina (Aratu Iate Clube e Marina Aratu) e a Base Naval de Aratu, que teve o ex-presidente do Brasil Luiz Inácio Lula da Silva como um de seus recentes hóspedes. Também é marcante a Baía de Camamu, terceira maior baía brasileira. O litoral baiano ainda possui outros lugares bastante turísticos como Arraial d'Ajuda, em Porto Seguro, local da descoberta do Brasil, Morro de São Paulo, Praia do Forte e Maraú. Fora do litoral São Desidério no oeste do estado, maior território de um município baiano, apresentam suas rochas,águas cristalinas (sendo o rio do Rio Grande um dos principais afluentes do Rio São Francisco), paredão de pedras, rapel e muito mais beleza natural.

Mapa das Zonas Turísticas da Bahia (antes da separação da ZT Lagos do São Francisco e da criação da ZT Caminhos do Sudoeste).
Zona Turística da Costa dos Coqueiros
Zona Turística da Baía de Todos os Santos
Zona Turística da Costa do Dendê
Zona Turística da Costa do Cacau
Zona Turística da Costa do Descobrimento
Zona Turística da Costa das Baleias
Zona Turística dos Lagos do São Francisco
Zona Turística da Chapada Diamantina (Circuito do Ouro, do Diamante e da Chapada Norte)
Zona Turística da Chapada Diamantina (Circuito Chapada Velha)
Zona Turística dos Caminhos do Sertão
Zona Turística dos Caminhos do Oeste
Zona Turística do Vale do Jequiriçá

Segundo a pesquisa "Hábitos de Consumo do Turismo Brasileiro 2009", realizada pelo Vox Populi em novembro de 2009, a Bahia foi o destino turístico preferido dos brasileiros, já que 21,4% dos turistas que pretendiam viajar nos próximos dois anos optariam pelo estado. A Bahia ainda é pentacampeã do prêmio de melhor estado brasileiro como destino turístico dado pela revista Viagem e Turismo, com cinco vitórias.

## Zonas turísticas

### Baía de Todos-os-Santos

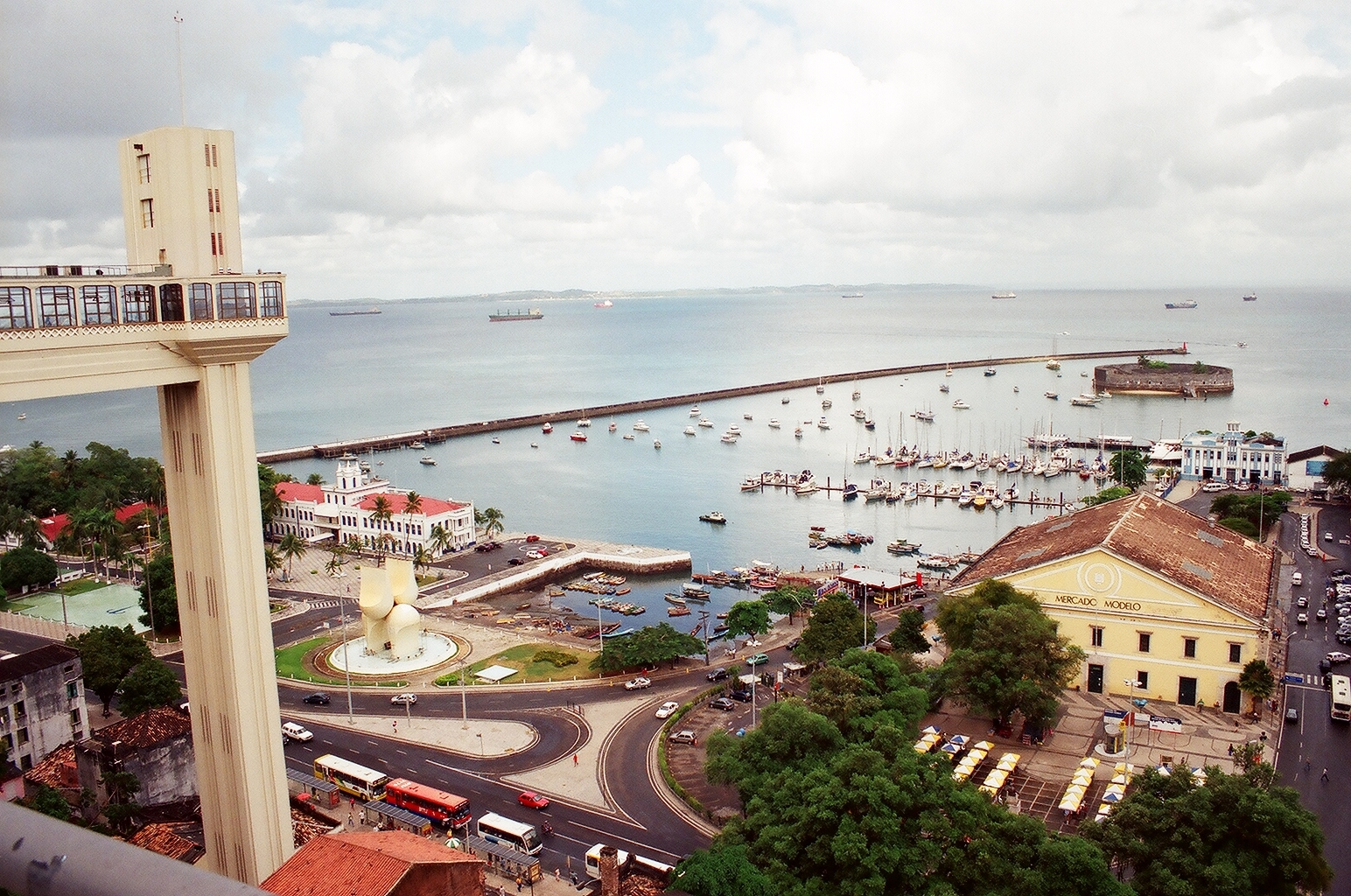
Vista da Baía de Todos-os-Santos a partir do Elevador Lacerda.

Na capital do estado, é marcante ainda a Baía de Todos-os-Santos, a maior baía brasileira, tendo 1.052 km² de extensão, profundidade de até 42 metros com visibilidade de mergulho entre 10 e 20 metros. Para se ter ideia da dimensão desta baía, esta tem aproximadamente a área do município do Rio de Janeiro, a segunda maior metrópole do Brasil.
Em Salvador, destaca-se o Farol da Barra, localizado na praia da Barra. Inaugurado em 1698, época em que o porto de Salvador era um dos mais movimentados do Brasil e um dos mais importantes do continente, hoje é um dos principais pontos turísticos da cidade. O farol possui uma localização geográfica única no planeta, onde é possível ver tanto o nascer quanto o pôr-do-sol no mar, pois ocupa o vértice da península em que está a cidade.

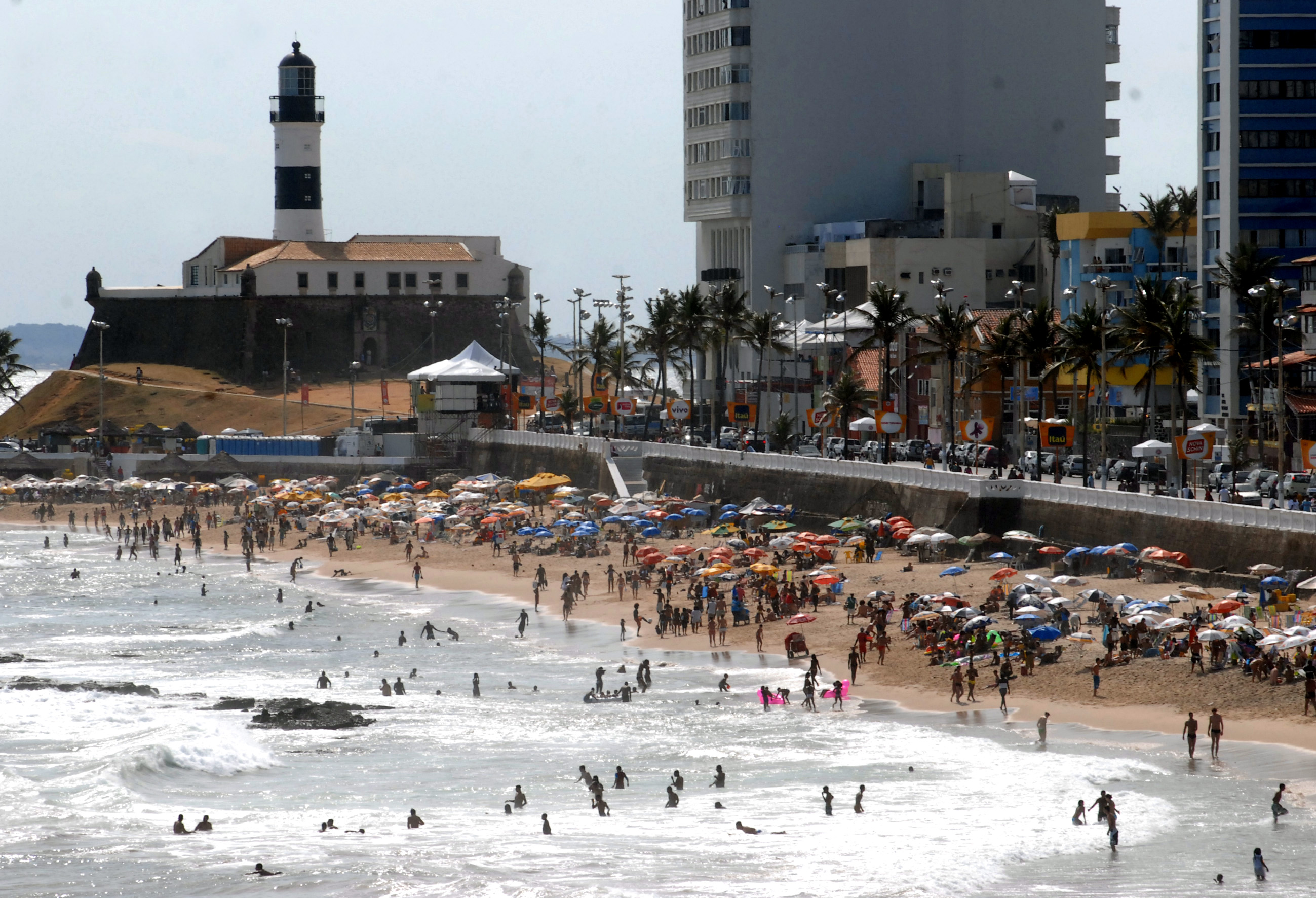
Vista da praia da Barra, em Salvador, às vésperas da abertura do Carnaval local. Ao fundo, o Farol da Barra.

O carnaval de Salvador é a maior festa popular do planeta segundo o Guinness Book e bate recordes contando com cerca de 2,7 milhões foliões em seis dias de festa. Para se ter uma ideia, este mesmo número é praticamente equivalente ao número de moradores da cidade. Durante o período do carnaval de Salvador, dezenas dos cantores e grupos musicais famosos do Brasil desfilam nos trios elétricos como Ivete Sangalo, Daniela Mercury, Cláudia Leitte, Chiclete com Banana, Asa de Águia, a apresentadora Eliana com seu bloco destinado ao público infantil, entre muitos outros.
O Elevador Lacerda foi inaugurado em 1873 e hoje é um dos principais pontos turísticos de Salvador. Após a sua inauguração, passou a ser o principal meio de transporte entre as duas partes da cidade. Inicialmente operando com duas cabines, atualmente funciona com quatro modernas cabines eletrificadas que comportavam vinte passageiros cada. De cima é possível ver o Mercado Modelo e a Baía de Todos-os-Santos, também pontos turisticos.
No Pelourinho, um dos locais mais visitados pelos turistas em Salvador, os velhos casarões coloniais foram restaurados e pintados de cores diferentes, como se usava na época em que foram construídos. Nesse local, pouco a pouco, surgiram galerias de arte, que exibem pinturas, esculturas, fotografias, postais antigos e diversos objetos de artesanato popular. Algumas entidades carnavalescas de raízes negras instalaram-se ali e exibem dança, música e instrumentos afros. No Pelourinho encontram-se, ainda, restaurantes que servem a culinária típica da Bahia, apresentações de capoeira, samba de roda e outras danças.

### Chapada Diamantina

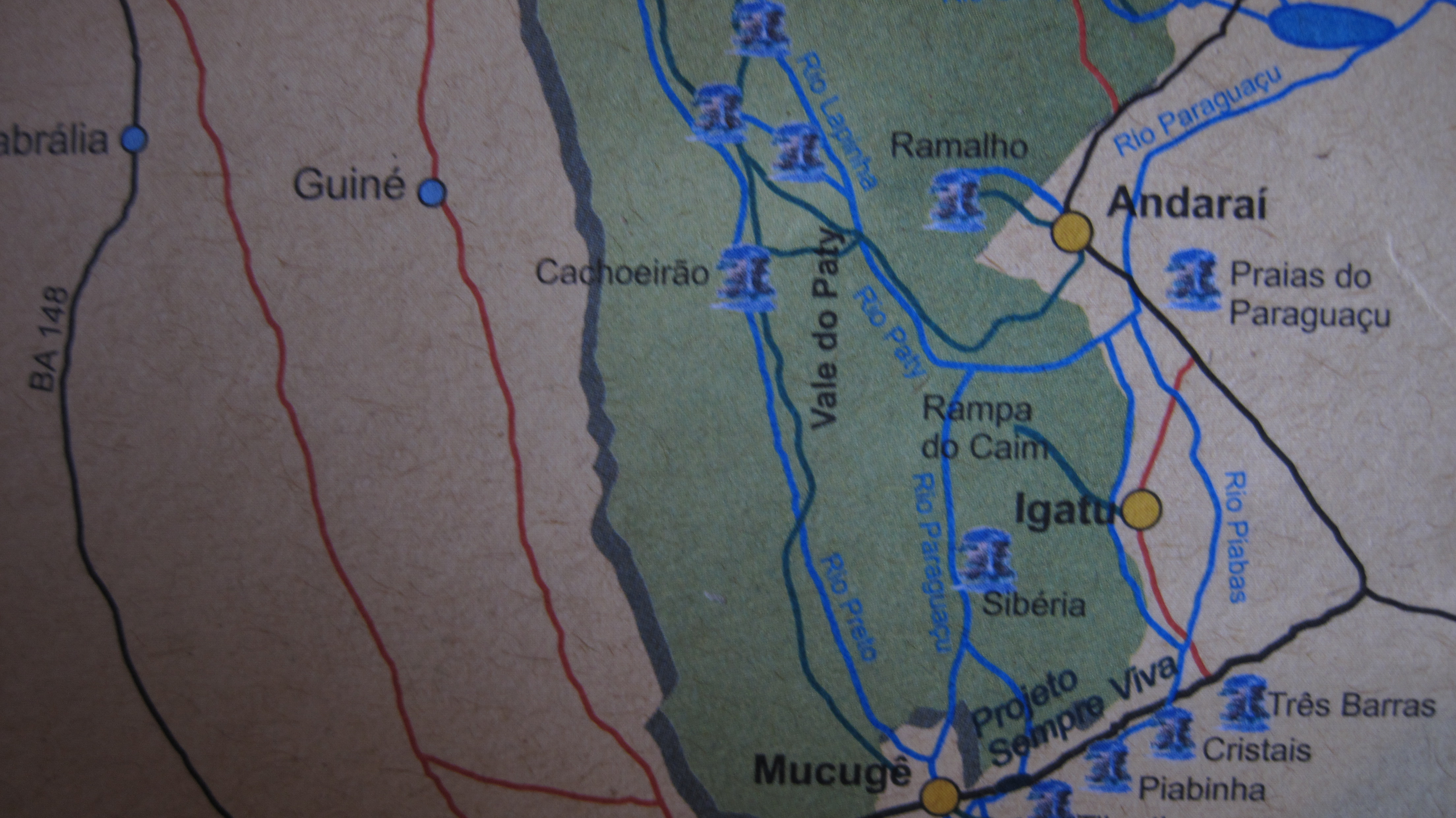
Mapa parcial da Chapada Diamantina, destacando o Vale do Pati e as cidades d eAndaraí, Mucugê e Igatu.

Na Chapada Diamantina, destaca-se a prática do ecoturismo. Grande parte dos turistas procuram as cidades de Lençóis, Rio de Contas e Morro do Chapéu. Essa região possui grande potencial turístico pelas belezas naturais que possui, como cachoeiras, grutas, cavernas, trilhas e piscinas naturais, recantos ainda preservados. Nela, estão localizadas também as três montanhas mais altas da Região Nordeste do Brasil: o Pico do Barbado (2.033 m), o Pico do Itobira (1.970 m) e o Pico das Almas (1.958 m). Há ainda o Parque Nacional da Chapada Diamantina.

### Costa dos Coqueiros
A Costa dos Coqueiros é o Litoral Norte baiano e atrai muitos turistas devido às suas belas e tranquilas praias. Fica numa região próxima à capital, fato que torna o seu acesso ainda mais fácil pela proximidade do Aeroporto de Salvador, um dos maiores e mais movimentados do país. Destaca-se o distrito da Costa do Sauípe, maior complexo turístico do Brasil, e a Praia do Forte, ambos dentro do município de Mata de São João, além de Itacimirim e Guarajuba, distritos do município de Camaçari.
A Costa do Sauípe é o maior complexo turístico do Brasil, projetado desde o seu princípio visando o turismo. Construído dentro do município de Mata de São João, há poucos moradores fixos no distrito, devido ao altíssimo custo das residências no local e pelo fato de quase toda a área estar preenchida por hotéis e resorts. Também em Sauípe, ocorre o Brasil Open, principal torneio de tênis do país e que atrai ainda mais turistas para o local.

### Costa do Dendê
Situada entre a foz do Rio Jaguaripe e a Baía de Camamu, a Costa do Dendê é um verdadeiro mosaico de praias, baías, manguezais, costões rochosos, restingas, nascentes, lagoas, rios, cachoeiras e estuários. Seus 115 km de litoral abrangem os municípios de Valença, Igrapiúna, Cairu, Camamu, Taperoá, Nilo Peçanha, Ituberá e Maraú. O arquipélago fluvial do Rio Una abriga uma variedade de ilhas, dentre elas Tinharé e Boipeba. Em pesquisa realizada no mês de março de 2013 pelo site TripAdvisor, Boipeba, localizada a cerca de 350 km de Salvador, próxima ao município de Cairu, foi eleita a ilha mais bonita do Brasil. Tal premiação é baseada nos comentários e avaliações dos viajantes coletadas no site durante o período de 12 meses. Dentre todas as ilhas sul-americanas, Boipeba ficou em segundo lugar, atrás apenas da Ilha de Páscoa, no Chile. Na votação brasileira, superou Ilhabela, no estado de São Paulo, Ilha Grande, no Rio de Janeiro, e Fernando de Noronha, em Pernambuco.

### Costa do Cacau

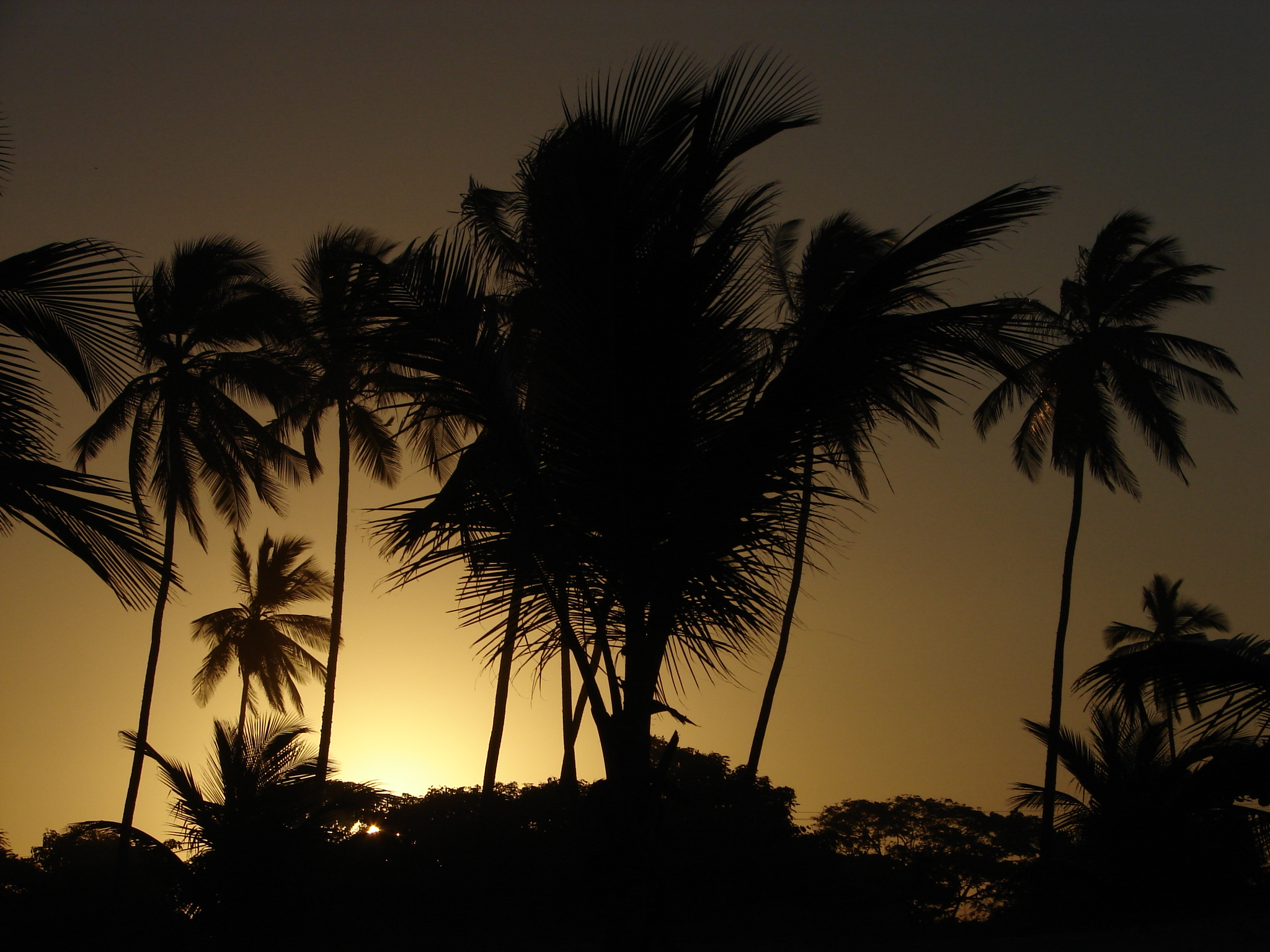
Ilhéus, outro forte ponto turístico da Bahia.

Em Ilhéus o turismo ocorre por nessa cidade encontrar-se um misto entre belezas naturais e antrópicas. Ilhéus é também famosa mundialmente por ser palco de inspiração para livros de Jorge Amado. A Lagoa Encantada, as belas praias de toda a cidade, Rio do Engenho, a Catedral de São Sebastião, o Bar Vesúvio e o Bataclan são bastante procurados. Na "alta estação", no verão a cidade enche. Sua população aumenta consideravelmente graças aos vários cruzeiros turísticos que querem conhecer a Terra da Gabriela. Apresentações de capoeira, maculelê, teatrais e dramaturgias.

### Costa das Baleias

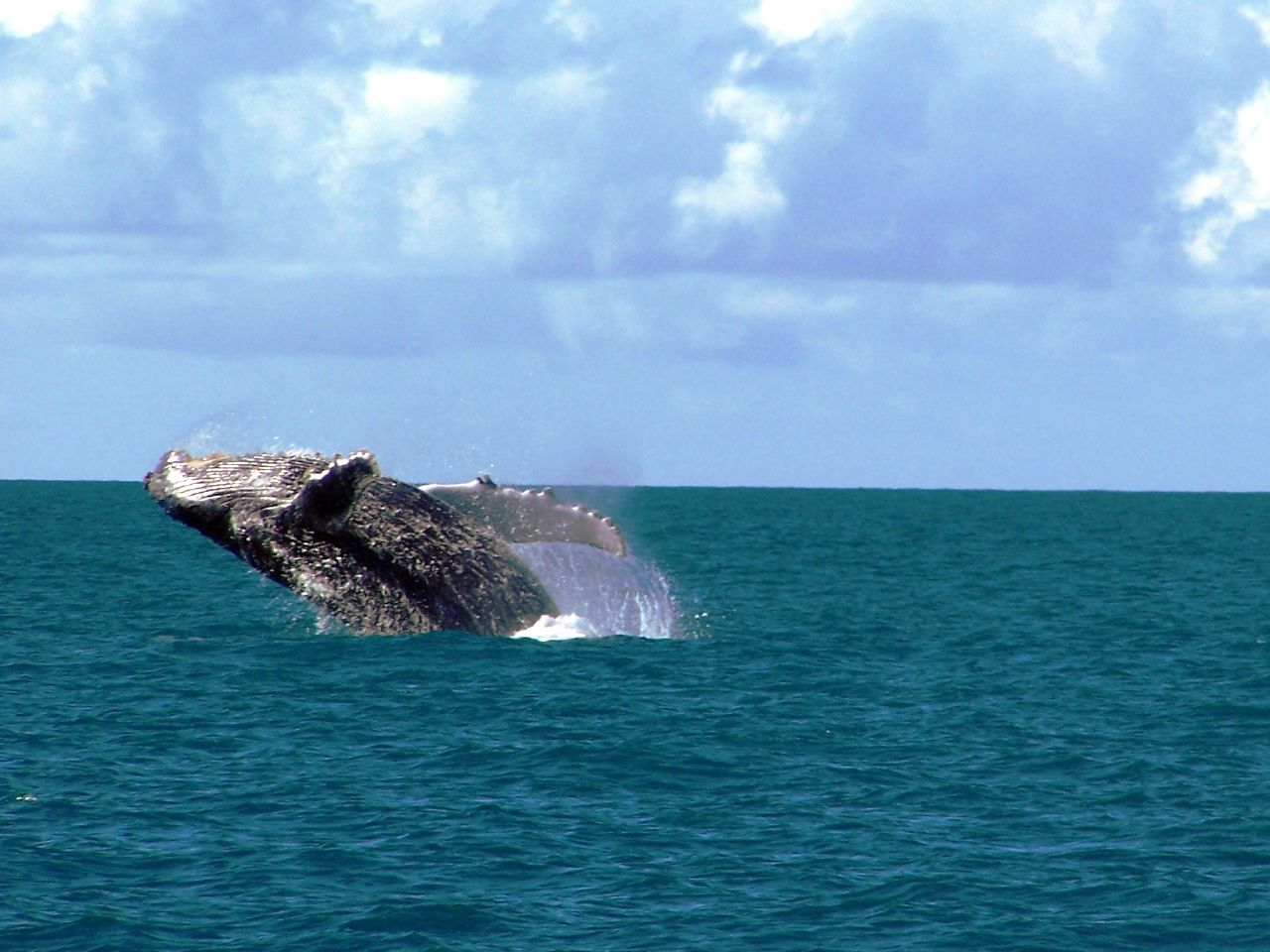
Uma baleia-jubarte no Arquipélago dos Abrolhos.

Ainda na Bahia, o Arquipélago dos Abrolhos se destaca por possuir uma excelente área para mergulho autônomo e livre além de atrações como a temporada das baleias jubarte, que se inicia no mês de julho.

### Costa do Descobrimento
Em Porto Seguro o turismo ocorre graças à essa cidade, de acordo com os livros de História, ser o palco da chegada de Pedro Álvares Cabral ao Brasil. As praias, a vida noturna, os mártires da colonização são atrativos que não deixam a desejar em Porto Seguro.

## Gastronomia
A culinária da Bahia mais conhecida no país é aquela produzida no Recôncavo e em todo o litoral da Bahia. É baseada em especiarias com tempero forte, à base de azeite de dendê, leite de coco, gengibre e, naturalmente, pimenta (a gosto) de muitos diferentes tipos. Na culinária baiana, alguns dos principais pratos são o acarajé, abará, caruru e vatapá.

## Infraestrutura

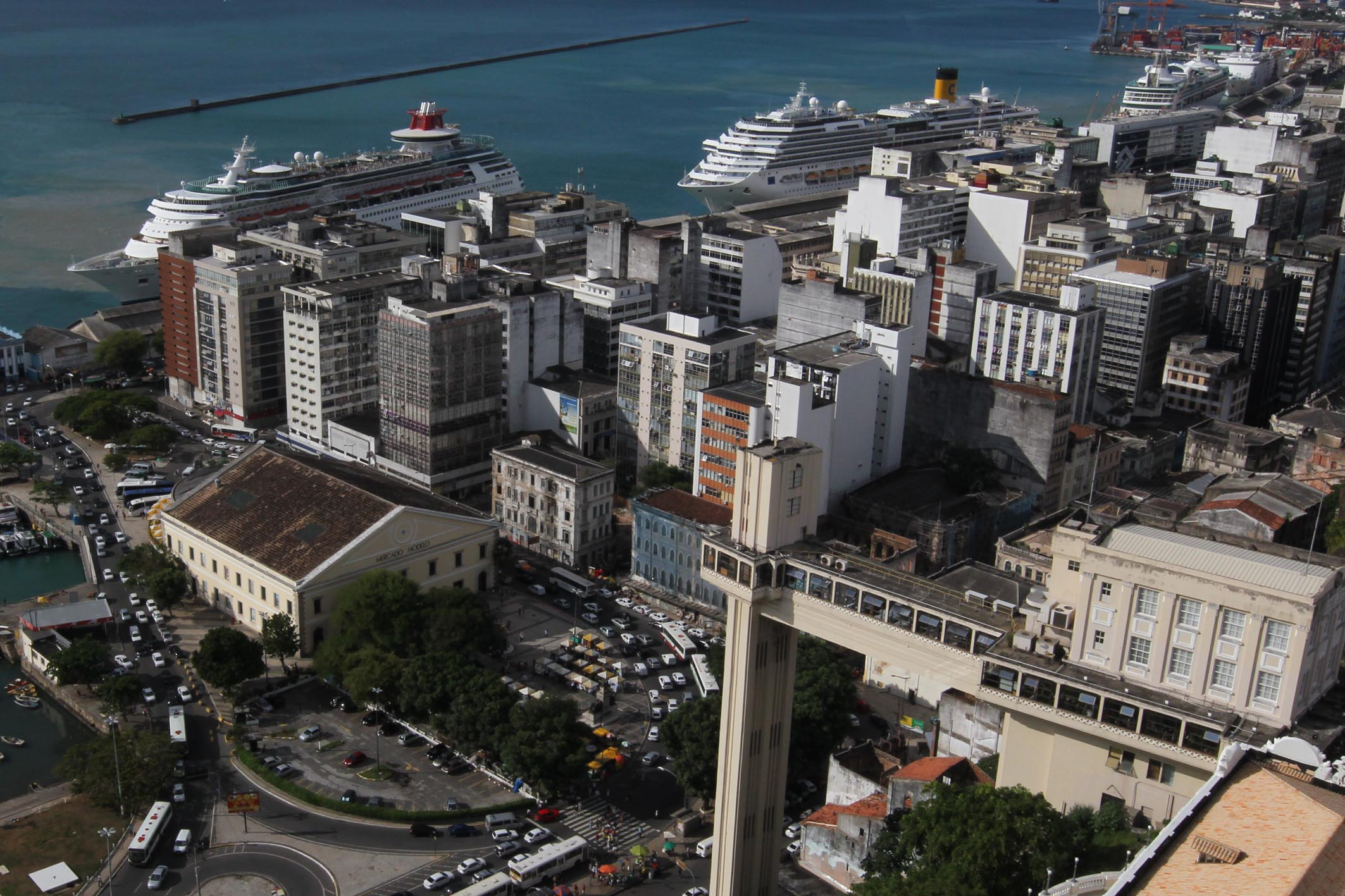
Cruzeiros ancorados no Porto de Salvador.

Apesar de ainda necessitar de melhorias, o estado possui uma boa infraestrutura hoteleira em geral. O hotel Toca do Marlin, localizado em Santa Cruz Cabrália, fica em um ponto estratégico e exuberante da natureza desta região, considerada uma das mais belas do litoral brasileiro. A Bahia possui a maior quantidade de resorts de alto padrão do Brasil, locais situados fora do centro urbano, voltados especialmente para atividades de lazer e entretenimento do hóspede. Dentre eles, destaca-se o Pestana Hotéis e Resorts, Pestana de Sauípe, Hotel Transamérica da Ilha de Comandatuba. O Txai Resort, em Itacaré, também na Bahia, é outro exemplo de resort luxuoso do estado, e foi onde a primeira-dama da França, Carla Bruni, hospedou-se em uma recente visita ao Brasil. Em 2008, esse mesmo resort foi considerado um dos dez melhores destinos do mundo para visitar segundo uma lista do jornal The New York Times.
Assim como os hotéis, a infraestrutura de aeroportos da Bahia também necessita de melhorias, e conta principalmente com o Aeroporto Internacional de Salvador, quinto mais movimentado do Brasil, além do Aeroporto de Ilhéus e do Aeroporto de Porto Seguro. O Aeroporto de Una-Comandatuba, localizado no município de Una, é o maior aeroporto particular do país, a apenas 10 minutos da ilha de Comandatuba, apelidada de "ilha da fantasia" por atrair turistas com alto poder aquisitivo. Entre os portos, o principais são o Porto de Salvador, localizado na Baía de Todos-os-Santos, e o Porto de Ilhéus, maior porto exportador de cacau do Brasil.